# Birdland Park and Gardens
Birdland Park and Gardens is een dierentuin in Bourton-on-the-Water, Gloucestershire, Engeland. De dierentuin werd geopend in 1957 en verhuisde naar de huidige locatie in 1989.

## Geschiedenis
Het park werd in 1957 geopend door Leonard W. Hill, een vogelliefhebber, bijgenaamd Penguin Millionaire. De dierentuin startte op de 2 hectare grond van een Tudor manor house, genaamd Chardwar. In 1970 kocht hij de Jasoneilanden, een archipel binnen de Falklandeilanden voor £5.500. Hij maakte er een privéreservaat van voor de vele vogelsoorten die de eilanden bezochten of bewoonden. Ook leverde hij vogels aan verschillende wildreservaten in ruil voor vogels voor Birdland.
Na zijn dood werden zowel de dierentuin als de Jasoneilanden verkocht door zijn familie. Birdland werd gekocht door de familie Trigg, die het vervolgens in 2012 weer verkochten aan Ian Cunningham, voorzitter van de Livingstone Leisure Ltd. De Jasoneilanden werden gekocht door Michael en Judy Steinhardt, die het doneerden aan de Wildlife Conservation Society.

## Verblijven
Er zijn ongeveer 500 vogels verspreid over meer dan 150 open volières, waaronder één die de Windrush omvat. Het park houdt de enige koningspinguïns in Engeland, Wales of Ierland. Andere noemenswaardige soorten zijn kleine pelikanen, Stanleys kraanvogels, witnekkraanvogels, kasuarissen, maraboes en goudparkieten. Voor deze laatste soort doet Birdland mee aan een internationaal fokprogramma. Het Desert House (Woestijnhuis) is een schaars beplante kas die een geschikte omgeving biedt voor vogels uit droge gebieden, zoals woestijnvinken en karmijnrode bijeneters. Marsmouth Nature Reserve is een 1 hectare groot natuurreservaat waar ijsvogels voorkomen, naast andere inheemse soorten.

## Trivia
- Birdland leverde levende koningspinguïns voor de Hollywoodfilm Batman Returns (1992).[7]
- Birdland beheert het EEP-stamboek van de kieviten.[8]

## Galerij

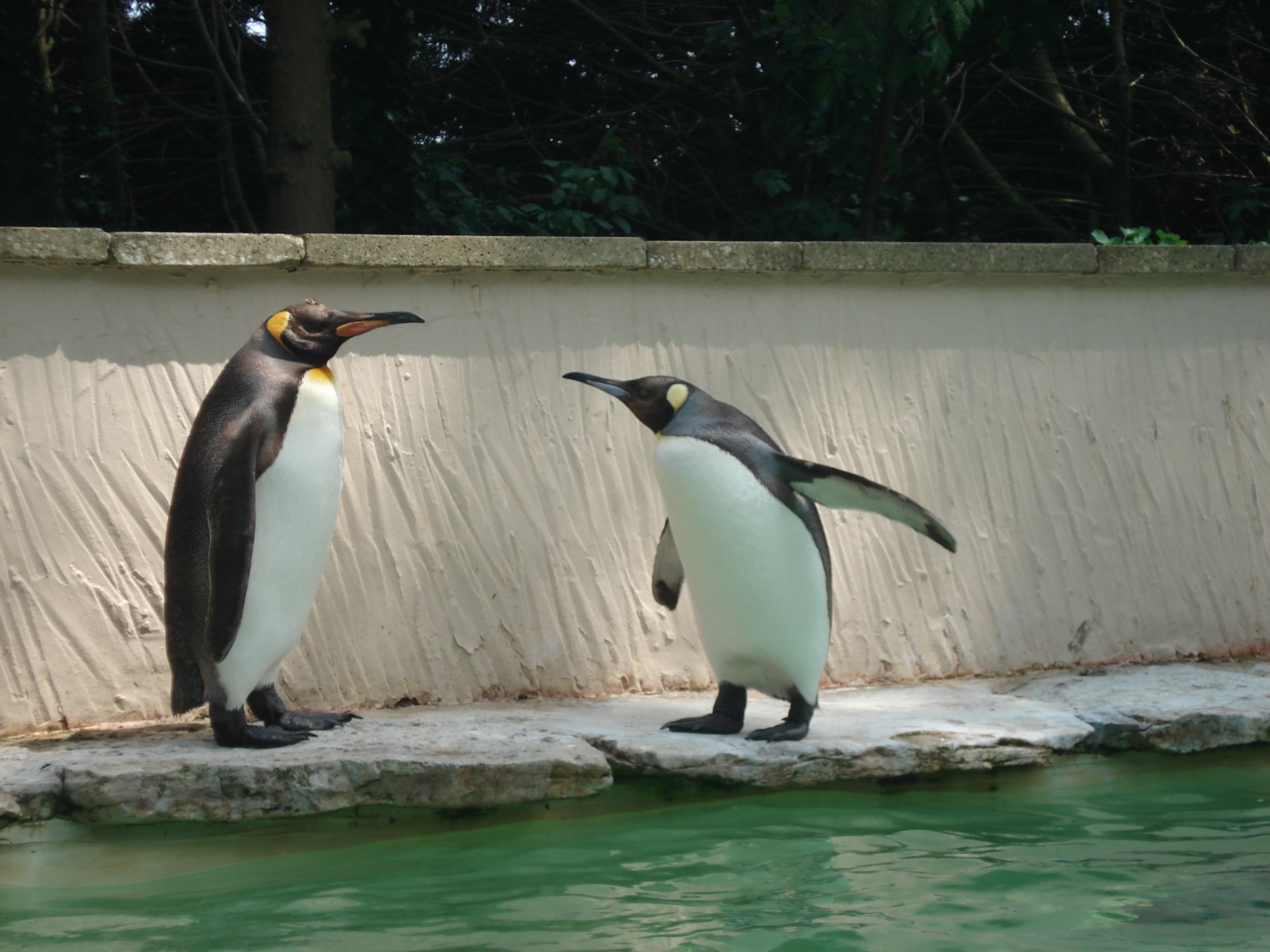
Koningspinguïns
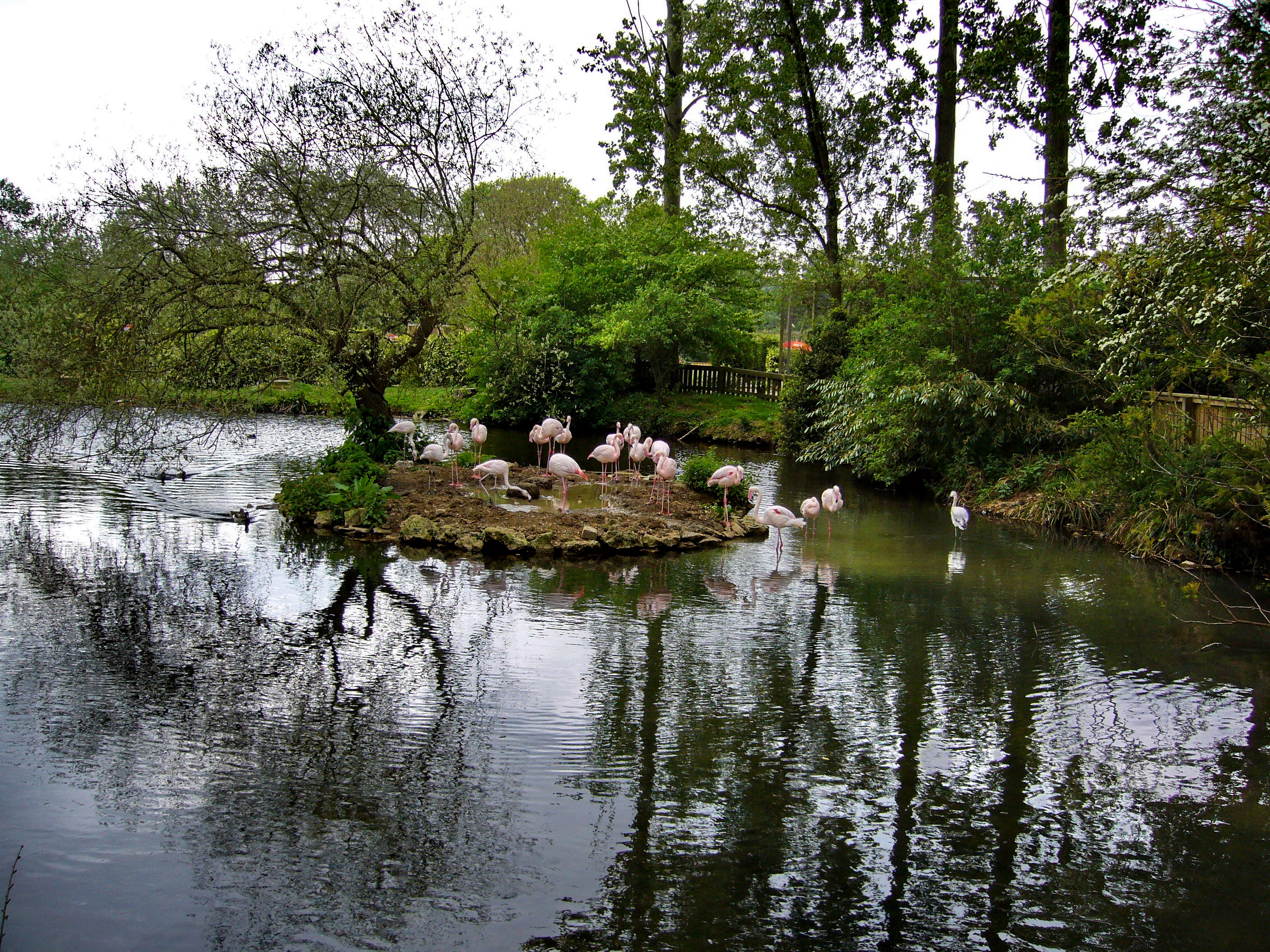
Flamingoverblijf
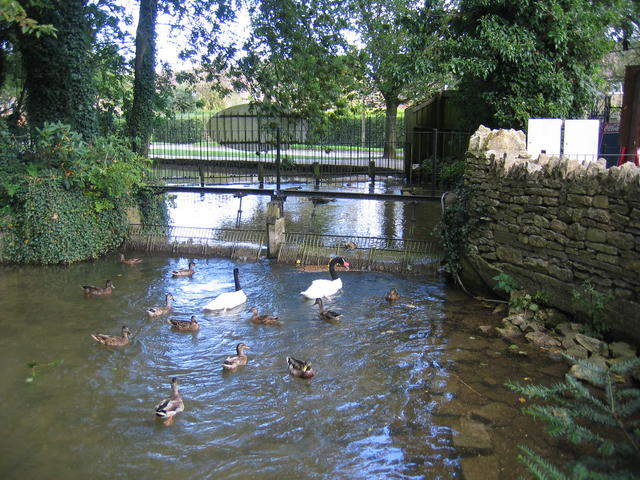
De Windrush rivier